# Gordon Aitchison
Gordon "Gord" Aitchison (North Bay (Ontário), 14 de junho de 1909 - Windsor (Ontário), 6 de janeiro de 1990) foi um basquetebolista canadense que conquistou a Medalha de Prata nos XI Jogos Olímpicos de Verão em 1936 realizados em Berlim na Alemanha nazista.

## Biografia
Gordon Aitchison atuava na posição Ala na equipe de basquetebol do Assumption College em Windsor nos anos 1930 onde ficou até 1934, após formar-se uniu-se ao time amador Windsor V-8s. No ano de 1936 ele levou sua equipe a vencer o campeonato de Ontário e pode disputar o Campeonato Canadense, nesta vitória ele venceu a equipe de sua ex-universidade. Na seqüencia venceram o Victoria Dominoes na final do Campeonato Canadense e se credenciaram para representar o Canadá nos Jogos Olímpicos de Verão de 1936 que seriam os primeiros oficiais no programa das Olimpíadas.
Após os Jogos Olímpicos, Aitchison assumiu a carreira educacional no William Hands Vocational School (hoje conhecido por Century Secondary School), sempre morando em Windsor e fez parte da equipe do Jornal Windsor Star entre 1948 e 1956. Aposentou-se em 1970.

## Estatísticas na Seleção Canadense
Aitchison participou de todas as 6 partidas que a Seleção Canadense disputou nos Jogos Olímpicos de 1936.
| Evento      | Idade | Data      | Resultado       | Pts |
| ----------- | ----- | --------- | --------------- | --- |
| Berlim 1936 | 27    | 7/8/1936  | CAN 24 - 17 BRA | 6   |
| Berlim 1936 | 27    | 9/8/1936  | CAN 34 - 23 LAT | 11  |
| Berlim 1936 | 27    | 11/8/1936 | CAN 27 - 9 SUI  | 5   |
| Berlim 1936 | 27    | 12/8/1936 | CAN 43 - 21 URU | 2   |
| Berlim 1936 | 27    | 13/8/1936 | CAN 42 - 15 POL | 2   |
| Berlim 1936 | 27    | 14/8/1936 | CAN 8 - 19 EUA  | 0   |